# Souda (rivière)
Pour les articles homonymes, voir Souda (homonymie).
La Souda (en russe : Суда) est une rivière de Russie et un affluent de la Volga.

## Géographie
La Souda est longue de 184 km et arrose l'oblast de Vologda. Elle draine un bassin de 13 500 km2. Son débit moyen est de 134 m3/s.
La Souda rejoint la Volga au niveau du réservoir de Rybinsk.
Ses principaux affluents sont les rivières Sjogda, Andoga, Kolp, Voron et Petukh.